# Ernst Christian Georg August von Hardenberg
Ernst Christian Georg August von Hardenberg, seit 1778 Graf von Hardenberg (* 2. März 1754 in Hannover; † 25. Dezember 1827 in Wien) war ein deutscher Politiker und hannoverscher Diplomat.

## Leben
Ernst Christian Georg August von Hardenberg entstammte dem niedersächsischen Adelsgeschlecht derer von Hardenberg und wurde als zweitältester Sohn von Hans Ernst von Hardenberg (1729–1797) und Anna Eleonore Katharina von Wangenheim (1731–1786) geboren.
Er war ein Cousin 2. Grades des preußischen Staatskanzlers Karl August Fürst von Hardenberg.
Nach einem Studium an der Universität Leipzig wurde er 1775 Kanzlei-Auditor in Hannover. 1779 wurde er zum Kammer- und Geheimen Legationsrat ernannt. Von 1790 bis 1792 diente er als außerordentlicher Gesandter in Dresden und zwischen 1793 und 1805 in Wien. Im Jahr 1806 wurde er zum Geheimen Rat und 1814 zum Kabinettsminister ernannt.

## Wiener Kongress
Beim Wiener Kongress war Hardenberg neben Ernst Friedrich Herbert zu Münster der zweite Gesandte des Kurfürstentum Braunschweig-Lüneburg, seit 12. Oktober 1814 Königreich Hannover. Es gelang ihnen durch geschickte Verhandlungen und Tauschgeschäfte sowohl territorialen Zugewinn als auch eine Vergrößerung der Einwohnerzahl zu erzielen.
Nach dem Wiener Kongress blieb Hardenberg als Gesandter in Wien bis zu seinem Tod.